# Megazostrodon
Megazostrodon („velký páskovaný zub“) byl rod pravěkých savcům podobných plazů (klad Mammaliaformes), žijících v období přelomu triasu a jury (geologický věk hettang, asi před 200 miliony let) na území současné Jihoafrické republiky.

## Popis
Tento malý tvor o délce 10 až 12 cm bývá považován za možného předka či přinejmenším blízkého příbuzného pravých savců. Byl zřejmě nočním hmyzožravcem a měl již srst, hmatové vousky a pravděpodobně byl teplokrevný. Je možné, že ještě nerodil živá mláďata, ale spíše kladl vejce (jako dnešní ptakořitní savci). Mezi příbuzné rody patřil například Morganucodon, známý z území Velké Británie. Fosilie megazostrodona byly poprvé objeveny v roce 1966 na území Lesotha, formálně popsán byl o dva roky později. Patřil k drobným savcovitým tvorům, kteří v období druhohor dosahovali pouze velikosti jezevce.